# Национальная библиотека имени С. Г. Чавайна
Национальная библиотека имени С. Г. Чавайна (ГБУК РМЭ «НБ») — государственное бюджетное учреждение культуры Республики Марий Эл в городе Йошкар-Ола, ведущая библиотека республики. Основана в 1877 году. Названа в честь марийского поэта и драматурга, основоположника марийской литературы Сергея Чавайна.

## История
Основана в 1877 году по решению городской думы Царевококшайска и разместилась в здании городской управы.
В 1918 году переименована в Советскую библиотеку-читальню, первым заведующим которой стал организатор народного образования среди марийцев Леонид Мендияров, а в 1919 году — в Краснококшайскую центральную библиотеку с фондом 2950 экземпляров. Вначале библиотека была размещена в доме Корепова, затем несколько раз переезжала. В связи с созданием в 1920 году Марийской автономной области библиотека в 1922 году получила статус областной с функциями методического центра. В 1936 году библиотека становится республиканской. Её директором назначен Иван Виноградов, первый из марийцев специалист с высшим библиотечным образованием. Он внёс большой вклад в систему пополнения библиотечных фондов в республике, подготовки сельских библиотекарей через ученичество при библиотеке, которое действовало с 1936 по 1964 годы.
В ночь на 19 мая 1923 года полностью сгорело деревянное одноэтажное здание библиотеки на улице Карла Маркса. Погибла большая часть фонда. Осенью восстановленная библиотека вновь открылась для читателей.
В 1940 году было построено новое здание на улице Пушкина по проекту архитектора Кутлубая Семёнова (читальный зал на 200 мест, фонд — 60 тыс. экземпляров).
В годы Великой Отечественной войны библиотека оказывала помощь предприятиям и НИИ, эвакуированным в Йошкар-Олу. Здесь продолжал свои исследования Сергей Вавилов, читал лекции об Отечественной войне 1812 года Евгений Тарле.
В 1950—1960-е годы происходит совершенствование структуры библиотеки. Создаются новые отделы: книгохранения, краеведения и местной печати. С 1959 года библиотека выполняет функции республиканской книжной палаты: собирает, сохраняет и осуществляет государственную регистрацию всех печатных изданий, выходящих на территории республики, и издаёт «Летопись печати Республики Марий Эл».
В 1968 году завершилось строительство второго корпуса. В 1980 году библиотека награждена Почётной грамотой Президиума Верховного Совета РСФСР. В 1982 году Республиканской библиотеке присвоено имя основоположника марийской литературы Сергея Чавайна. В 1985 году библиотека получила ещё один корпус, который стал главным. После этого были открыты отделы технической литературы, литературы по искусству, социально-экономической литературы. В том же году в библиотеке создан отдел литературы на иностранных языках, универсальный фонд которого составляет около 32 тыс. экз. более чем на 60 языках, аудиоматериалы в помощь изучающим иностранные языки.
В 1990 году библиотеке присвоен статус национальной, в соответствии с которым библиотека разработала концепцию развития библиотечного дела республики, определила цели и задачи библиотек в возрождении самобытных культур народов Марий Эл, внесла принципиальные изменения в научно-методическую, издательскую деятельность, начала работу по внедрению новых информационных технологий в систему обслуживания читателей. В 1994 году создан отдел рукописей и редких книг с фондом 8 тыс. документов.
В январе 2003 года в библиотеке открыт зал медиатеки с уникальными ресурсами на электронных и видеоносителях.
В 2017 году в библиотеке открыт Центр чтения, Литературный кабинет С. Г. Чавайна, создана Галерея директоров библиотеки «Первые лица», реализуется проект для пожилых лиц «Новый старт. 55+».
В 2018 году на базе библиотеки создан поэтический клуб «Пегас», работает библиотека с поэтами и бардами творческого объединения «Гармония».
Национальная библиотека имени С. Г. Чавайна является организатором республиканского конкурса «Книга года Марий Эл».

## Структура
В структуре библиотеки 23 отдела, из них 12 — осуществляют библиотечно-информационное обслуживание пользователей.

## Комплекс корпусов библиотеки
Библиотека расположена на улице Пушкина. Представляет собой комплекс из трёх корпусов, соединённых между собой внутренними переходами, общей площадью 7,5 тыс. м². Здание библиотеки является объектом культурного наследия регионального значения.
Центральный корпус был построен в 1940 году по проекту архитектора Кутлубая Семёнова. Западный корпус был построен в 1968 году. Восточный корпус, ставший главным, был построен в 1985 году.
16 июня 1989 года перед главным входом установлен бюст Сергею Чавайну.

## Фонды библиотеки
Фонд библиотеки — 1,2 млн экземпляров, в том числе журналы — около 300 тыс. экземпляров, собрание газет — более 8 тыс., документы на иностранных языках — около 4 тыс., годовые подшивки на марийском языке — более 30 тыс., ноты — более 10 тыс., электронные издания, аудиовизуальные материалы, микроносители — 5500 экземпляров. Особую ценность представляют коллекция русских книг гражданской печати XVIII века — первой четверти XIX века, собрание краеведческих изданий и книг на марийском языке, периодические издания XIX века, миниатюрные, факсимильные издания и рукописи марийских писателей и композиторов.
Ежегодно в библиотеку поступает 16 тыс. новых документов, из них 8 тыс. — книги, выписывается около 800 наименований журналов и газет, в том числе более 150 названий местных периодических изданий. Ежегодно в библиотеку поступает 13—14 тыс. новых изданий, из них 6 тыс. — книги, выписывается около 900 наименований журналов и газет, из них 150 — местных периодических изданий.

## Обслуживание
Ежегодно услугами библиотеки пользуются 30 тыс. читателей, им выдаётся более 700 тыс. документов, количество посещений составляет более 200 тыс.

## Сотрудничество
С 1991 года функционирует сектор международного книгообмена, установивший связи с крупными библиотеками мира: Библиотекой Конгресса в Вашингтоне, национальными библиотеками Финляндии, Германии, Венгрии.
С 2002 года библиотека является членом Российской библиотечной ассоциации.
С 2014 года библиотека участвует в общероссийском корпоративном проекте по созданию «Сводного каталога библиотек России» (СКБР), с 2017 года — в создании Сводного каталога электронных ресурсов (СКЭР).